# Conor Morgan
Conor Seamus William Morgan (ur. 3 sierpnia 1994 w Victorii) – kanadyjski koszykarz, występujący na pozycjach silnego skrzydłowego lub środkowego, posiadający także irlandzkie obywatelstwo, reprezentant Kanady, obecnie zawodnik Bahçeşehir Koleji.
15 sierpnia 2022 dołączył do WKS Śląska Wrocław. 6 lutego 2023 opuścił klub i został zawodnikiem tureckiego Bahçeşehir Koleji.

## Osiągnięcia
Stan na 6 lutego 2023, na podstawie, o ile nie zaznaczono inaczej.

### College
- Mistrz:
  - dywizji Canada West Pacific (2013)
  - sezonu regularnego dywizji Canada West Pacific (2013, 2017)
- Wicemistrz sezonu regularnego dywizji Canada West Pioneer (2016, 2018)
- Koszykarz roku All-Canada West (2017, 2018)
- Zaliczony do:
  - I składu:
    - U Sports All-Canadian (2018)
    - CIS All-Canadian (2017)
    - All-Canada West (2017, 2018)

  - II składu All-Canada West (2016)

### Drużynowe
- Mistrz Nowej Zelandii (2018)
- Finalista Superpucharu Polski (2022)[7]
- Uczestnik międzynarodowych rozgrywek Eurocup (2020/2021 – ćwierćfinał, 2021/2022 – półfinał)

### Indywidualne
- Zaliczony do I składu kolejki EBL (8 – 2022/2023)[8]

### Reprezentacja
Seniorska
- Mistrz Pucharu Williama Jonesa (2017)
- Wicemistrz Igrzysk Wspólnoty Narodów (2018)
- Uczestnik:
  - mistrzostw świata (2019 – 21. miejsce)
  - amerykańskich kwalifikacji do mistrzostw świata (2017 – 1. miejsce, 2021)
  - kwalifikacji do mistrzostw Ameryki (2020)

Młodzieżowe
- Brązowy medalista mistrzostw Ameryki U–18 (2012)[9]
- Uczestnik uniwersjady (2017 – 10. miejsce)